# Médias au Pakistan

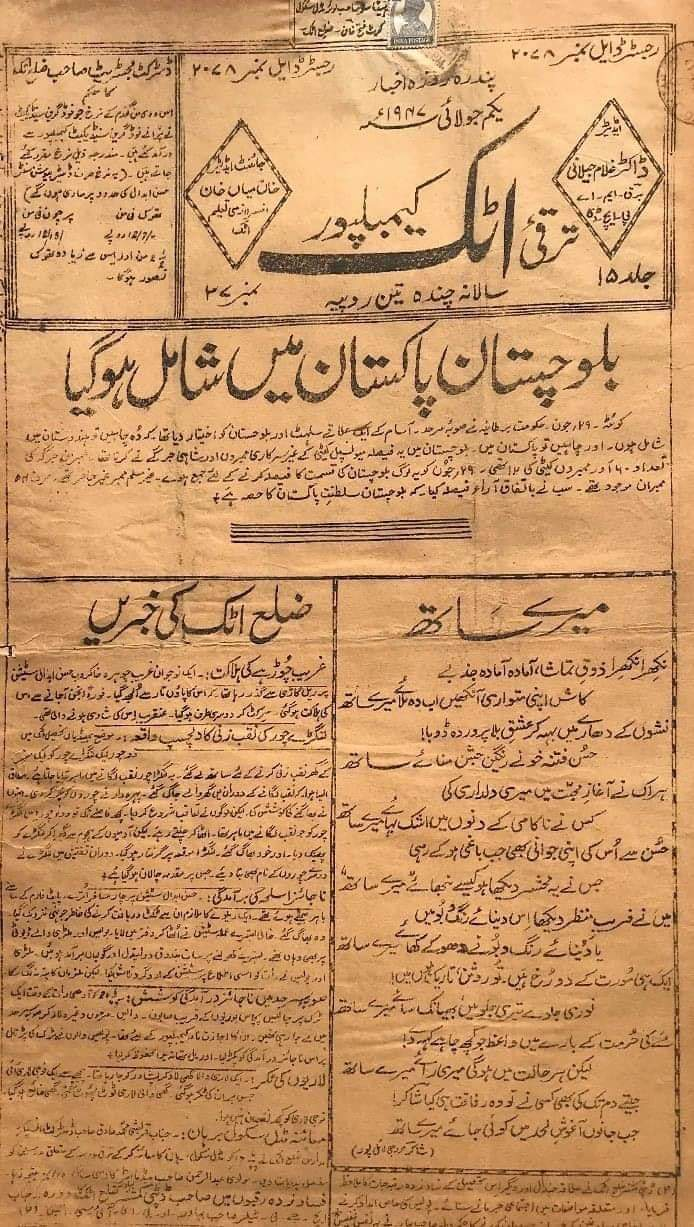
Journal annonçant l'intégration du Baloutchistan au Pakistan, en 1948.

Les médias au Pakistan rassemblent tous les vecteurs d'information au Pakistan, qu'il s'agisse de la télévision, des journaux quotidiens et hebdomadaires, la radio, des magazines ou des revues. Le Pakistan comprend un large panorama de médias dynamiques et plus de 300 quotidiens privés. La télévision demeure le média le plus utilisé pour informer les Pakistanais qui étaient environ 86 millions à la regarder d'après la société Gallup Pakistan.

## Aperçu
En 2011, le taux d'alphabétisation de la population adulte au Pakistan est de 53,7 % selon l'UNESCO. Une majorité d'hommes peut lire (66,8 % en 2008 selon l'UNESCO), ce qui est impossible pour une majorité de femmes (40 % d'alphabétisation chez les femmes en 2008). De ce fait, une majorité de Pakistanais préfèrent se renseigner par la télévision devant la radio.
Les médias au Pakistan sont fortement influencés par la structure de propriété.
Au début des années 2010, les Pakistanais étaient un peu plus d'une moitié à disposer d'un appareil mobile afin de s'informer.

## Histoire
Les médias au Pakistan remontent aux années de pré-partition de l'Inde britannique, où un certain nombre de journaux sont créés pour promouvoir un programme communaliste ou de partition. Le journal Dawn, fondé par Muhammad Ali Jinnah et publié pour la première fois en 1941, est voué à la promotion d'un Pakistan indépendant. Le journal conservateur Nawa-i-Waqt, créé en 1940, est le porte-parole des élites musulmanes qui sont parmi les plus ardents partisans d'un Pakistan indépendant.
Dans un sens, la presse écrite pakistanaise a vu le jour avec pour mission de promulguer l'idée du Pakistan, qui était considérée comme la meilleure option nationale pour la minorité musulmane de l'Inde britannique et comme une forme de légitime défense contre la répression de la majorité hindoue.

## Types de médias

### Télévision
La télévision est la principale source d'information des Pakistanais dans les villes et les autres zones très habitées.
En mars 2020, alors que le Pakistan fait face à la pandémie de Covid-19, le ministre de l'Éducation Shafqat Mahmood annonce sur Twitter qu'une chaîne de télévision sera spécialement ouverte pour les enfants comme alternative à l'école, les établissements scolaires ayant été fermés afin de limiter la propagation du virus.

### Radio
La radio est la deuxième source d'information des Pakistanais derrière la télévision. Elle est la plus utilisée en zone rurale. La population jeune qui dispose d'un téléphone portable est encline à s'informer par la radio. Selon l'Autorité des télécommunications au Pakistan (PTA), le nombre de personnes utilisant ce moyen est en hausse.

### Journaux
La presse écrite au Pakistan couvre onze langues et est dominée par trois grands groupes de presse :
- le groupe Jang, créé en 1939 et proche des milieux libéraux de droite ; il est le plus important des trois groupes, celui qui circule le plus et compte parmi ses plus importants médias le Daily Jang et The News International[4] ;
- le groupe Dawn, proche du milieu social-démocrate, dont le plus important média porte le même nom[4] ;
- le groupe Waqt (Le Temps) islamo-nationaliste[4]
- le groupe Daily Express, dont le titre phare est The Express Tribune.

### Cinéma
Le Pakistan abrite plusieurs centres de studios de cinéma, principalement situés dans ses deux plus grandes villes : Karachi et Lahore. Le cinéma pakistanais a joué un rôle important dans la culture pakistanaise et a recommencé à prospérer ces dernières années après des années de déclin, offrant des divertissements au public pakistanais et aux expatriés à l'étranger. Plusieurs industries cinématographiques sont basées au Pakistan, qui ont tendance à être de nature régionale et de niche. Plus de 10 000 longs métrages en ourdou ont été produits au Pakistan depuis 1948, ainsi que plus de 8 000 longs métrages du Pendjab, 6 000 du Khyber Pakhtunkhwa et 2 000 du Sind. Le premier film jamais produit au Pakistan est le film muet intitulé Husn Ka Daku (en) en 1930, réalisé par Abdur Rashid Kardar (en) à Lahore,,. Le premier film pakistanais produit après la partition de l'Inde est Teri Yaad, réalisé par Daud Chand en 1948. Entre 1947 et 2007, le cinéma pakistanais est basé à Lahore, qui abrite la plus grande industrie cinématographique du pays (surnommée Lollywood). Le cinéma pakistanais a connu son âge d'or dans les années 60.

## Censure
La Constitution pakistanaise restreint la censure au Pakistan. Néanmoins, il existe des « restrictions raisonnables dans l'intérêt de la souveraineté et de l'intégrité du Pakistan ou de l'ordre public ou de la moralité ». Le Pakistan est classé 142e au classement de la liberté de la presse de Reporters sans frontières qui évoque « l'emprise constante de l’armée pakistanaise et des services secrets sur le pouvoir civil ». Un niveau élevé de violence s'observe envers les journalistes. L'armée, la justice et la religion sont des sujets qui attirent fréquemment l'attention du gouvernement. Le gouvernement d'Imran Khan a constitué l'autorité de régulation des médias (Pakistan Media Regulatory Authority, PMRA) dont le rôle est de réguler le contenu de l'Internet.